# Am Timan
Am Timan, capital de la Región de Salamat, es una ciudad de Chad situada al este de la capital, Yamena. Salamat tiene una población de 25 000 habitantes (año 1997).
La época más calurosa del año es entre los meses de marzo y abril donde el termómetro marca 40 °C de media. El mes de agosto es el mes menos cálido (30 °C de media) ya que es cuando se pueden dar algunas precipitaciones (250 mm/m²). La mayor parte del año alcanza una media de 10 horas de sol diarias.
- Datos: Q451529
- Multimedia: Am Timan / Q451529